# Ludwig Mirre
August Otto Ludwig Mirre (* 7. Mai 1878 in Magdeburg; † 25. Juli 1954 in Garmisch-Partenkirchen) war ein deutscher Steuerjurist und letzter Präsident des Reichsfinanzhofs.

## Leben
Ludwig Mirre, Sohn des Fabrikeigners Ludwig Mirre senior (1847–1934), beendete 1896 seine Schullaufbahn in seiner Heimatstadt an der Klosterschule Unser lieben Frauen mit dem Abitur. Anschließend absolvierte er ein Studium der Rechtswissenschaft an den Universitäten Leipzig, Berlin und Halle. Nach dem im Juli 1899 bestandenen ersten juristischen Staatsexamen folgte sein Rechtsreferendariat und im Februar 1904 das zweite juristische Staatsexamen. Danach war er wenige Monate als Gerichtsassessor am Amtsgericht Groß Salza tätig und danach als Assessor in der preußischen Verwaltung der indirekten Steuern. Ab Anfang April 1909 war er in Breslau etatmäßiges Mitglied der Oberzolldirektion und gehörte dem dortigen Vorstand des Stempel- und Erbschaftssteueramts an. Im Juli 1912 wurde er zum Regierungsrat ernannt.
Während des Ersten Weltkrieges wechselte er im Januar 1917 ins preußische Finanzministerium, wo er als Hilfsarbeiter beschäftigt war. Nach Kriegsende führte er ab April 1919 die Titel Geheimer Finanzrat sowie Vortragender Rat und trat unter Minister Matthias Erzberger Anfang Oktober 1919 in das neugegründete Reichsfinanzministerium ein, wo er Anfang Januar 1920 zum Ministerialrat ernannt wurde. Ab Anfang September 1921 war er als Reichsfinanzrat am Reichsfinanzhof in München tätig und betätigte sich als Autor steuerrechtswissenschaftlicher Kommentare.
Zur Zeit des Nationalsozialismus übernahm er Mitte März 1934 zunächst kommissarisch und ab Anfang Mai 1934 offiziell das Amt des Präsidenten des Landesfinanzamts München. In dieser Funktion war er daran beteiligt, dass Adolf Hitler seine hohen Einkünfte aus "Mein Kampf" nicht versteuern musste. Dafür bekam er bis Kriegsende eine Bonuszahlung der Reichskanzlei. Anfang April 1935 wurde er Präsident des Reichsfinanzhofs und bekleidete dieses Amt bis zum April 1945. In Personalunion leitete er am Reichsfinanzhof von Januar 1939 bis Mai 1944 den Senat VI a. Mirre trat zum 1. Mai 1937 der NSDAP bei (Mitgliedsnummer 6.099.284). Ab Mitte April 1943 lehrte er als Honorarprofessor an der Universität München Steuerrecht.
Nach dem Ende des Zweiten Weltkrieges wurde Mirre am 6. Juni 1945 durch die alliierten Besatzungsbehörden festgenommen und noch im selben Monat seines Amtes enthoben. Nach seiner Entnazifizierung wurde er im Dezember 1948 durch die Bayerische Staatsregierung zum Senatspräsidenten herabgestuft und zugleich in den Ruhestand verabschiedet.